# Фехтування на візках на літніх Паралімпійських іграх 2012
Змагання з фехтування на візках на літніх Паралімпійських іграх 2012 року пройшли в Виставковому центрі у Лондоні з 4 по 8 вересня 2012 року. 

## Класифікація спортсменів
Спортсмени були класифіковані на різні групи в залежності від ступеня інвалідності. Система класифікації дозволяє спортсменам з однаковими порушеннями конкурувати на рівних.
- Категорія A: спортсмени добре контролюють тулуб і їхня робота фехтувальної руки не залежить від їх порушення.
- Категорія B: спортсмени мають порушення, що впливають на їх тулуб чи фехтувальну руку.

## Змагання
- Чоловіки рапіра
- Чоловіки шабля
- Чоловіки шпага
- Жінки рапіра
- Жінки шпага

## Медалісти

### Чоловіки
| Змагання | Клас    | Золото             | Срібло            | Бронза        |
| -------- | ------- | ------------------ | ----------------- | ------------- |
| Рапіра   | A       | Їдзюн Чен          | Руї Є             | Ріхард Осват  |
| Рапіра   | B       | Даолян Ху          | Антон Дацко       | Алім Латреш   |
| Шабля    | A       | Їдзюн Чен          | Дзянкан Тян       | Чан Він Кін   |
| Шабля    | B       | Гжегож Плута       | Марк Андре Кратер | Алессіо Саррі |
| Шпага    | A       | Даріуш Пендер      | Ромен Нобль       | Маттео Бетті  |
| Шпага    | B       | Жован Сілва Гіссон | Там Чік Сум       | Алім Латреш   |
| Команда  | Команда | Китай              | Франція           | Гонконг       |

### Жінки
| Змагання | Клас    | Золото        | Срібло           | Бронза          |
| -------- | ------- | ------------- | ---------------- | --------------- |
| Рапіра   | A       | Ю Чуй Є       | Ву Баїлі         | Шушанна Крайняк |
| Рапіра   | B       | Фан Яо        | Гьонгуй Дані     | Марта Маковська |
| Шпага    | A       | Ю Чуй Є       | Шушанна Крайняк  | Ву Баїлі        |
| Шпага    | B       | Сайсуни Джана | Сімон Бріз-Бетке | Чан Юй Чон      |
| Команда  | Команда | Китай         | Угорщина         | Гонконг         |

## Медальний залік
| Місце | Країна    | Золото | Срібло | Бронза | Загалом |
| ----- | --------- | ------ | ------ | ------ | ------- |
| 1     | Китай     | 6      | 3      | 1      | 10      |
| 2     | Гонконг   | 2      | 1      | 4      | 7       |
| 3     | Польща    | 2      | 0      | 1      | 3       |
| 4     | Бразилія  | 1      | 0      | 0      | 1       |
| 4     | Таїланд   | 1      | 0      | 0      | 1       |
| 6     | Франція   | 0      | 3      | 2      | 5       |
| 6     | Угорщина  | 0      | 3      | 2      | 5       |
| 8     | Німеччина | 0      | 1      | 0      | 1       |
| 8     | Україна   | 0      | 1      | 0      | 1       |
| 10    | Італія    | 0      | 0      | 2      | 2       |